# Hapoel Haifa FC

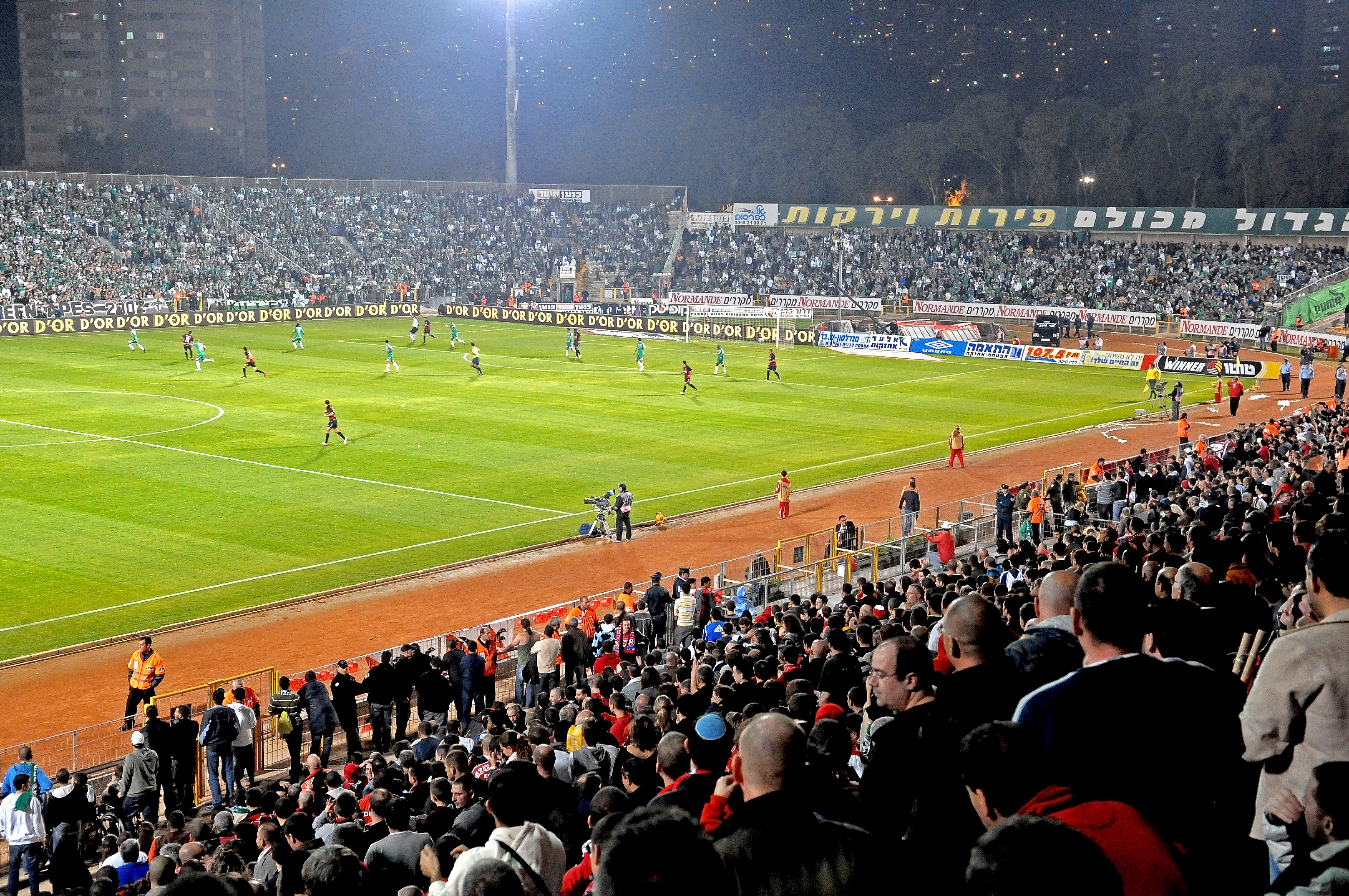
Kiryat Eliezer Stadium v Haifě, od 90. let domovský stánek Hapoelu

Hapoel Haifa Football Club (hebrejsky מועדון הכדורגל הפועל חיפה ,Mo'adon ha-kaduregel ha-Po'el Chejfa), je izraelský fotbalový klub z města Haifa.
Jednou se stal izraelským mistrem - vítězem Ligy Leumit (1998–99) a třikrát získal izraelský pohár (1962–63, 1965–66, 1973–74). Hapoel Haifa byl prvním izraelským klubem, který hrál Ligu mistrů, neboť vyhrál ligu v sezóně, po níž byl Izrael přizván k účasti v evropských pohárech. V Lize mistrů 1999/00 nejprve ve 2. předkole vyřadil Besiktas Istanbul, ve 3. předkole však vypadl se španělskou Valencií a do základní skupiny tak neprošel. Šel následně do Poháru UEFA, kde v 1. kole vyřadil Club Bruggy, v 2. kole ztroskotal na Ajaxu Amsterdam. Po vzniku izraelské Premier league v roce 1999 se vlády v izraelském fotbale ujala tzv. Velká čtyřka (Maccabi Haifa, Beitar Jeruzalém, Hapoel Tel Aviv, Maccabi Tel Aviv) a Hapoel Haifa se dosud do evropských pohárů znovu nepodíval.